# Blathnat Corona
Blathnat Corona est une corona, formation géologique en forme de couronne, située sur la planète Vénus par 35° N et 293,8° E. Elle est localisée dans le quadrangle de Beta Regio. Elle a été nommée en référence à Blathnat, déesse celtique de la fertilité. 

## Géographie et géologie
Blathnat Corona couvre une surface circulaire d'environ 300 km de diamètre. 